# Tillandsia mezii
Tillandsia mezii är en gräsväxtart som beskrevs av Éduard-François André och Carl Christian Mez. Tillandsia mezii ingår i släktet Tillandsia och familjen Bromeliaceae. Inga underarter finns listade i Catalogue of Life.